# فابرو
فابرو (بالإيطالية: Fabro)‏ هي بلدية في مقاطعة تيرني في إقليم أومبريا الإيطالي.

## السكان
في سنة 1861 بلغ عدد السكان 1٬759 نسمة، وتطور العدد ليصل في سنة 2011 لـ 2٬906 نسمة.
يظهر هذا المخطط البياني تطور النمو السكاني لـ فابرو